# Vilém ze Šternberka
Vilém ze Šternberka († 1389) byl český šlechtic, který pocházel z moravské větve rodu Šternberků.

## Život
Jeho otcem byl Albrecht ze Šternberka na Úsově a Bzenci, jeho bratrem Aleš ze Šternberka. První písemná zmínka pochází z roku 1353, kdy se svým bratrem drželi Čejkovice. Mezi roky 1358-1360 získali bratři od svého bratrance Albrechta Aleše ze Šternberka panství Zlín a roku 1360 panství Světlov. V tomto období se dostali do rozepře s cisterciáckým opatstvím ve Vizovicích, když zabírali jejich vesnice. Rozepře se dostala až k papeži do Avignonu, který v březnu 1361 nechal celou věc vyšetřit.
Spory se však táhly až do roku 1367, kdy celou věc vyřešil jejich bratranec biskup Albrecht Aleš ze Šternberka. Bratři se majetkově oddělili až před rokem 1371, Aleš obdržel Světlov, Vilém Zlín a Čejkovice a psal se po Zlíně. Roku 1373 zapsal Vilém své první ženě Markétě věno na Čejkovicích. Tato žena mu zemřela a Vilém si vzal Elišku, dceru Jana ml. z Meziříčí. Vilém se dále uváděl na různých listinách. Když zemřel roku 1383 jeho bratr Aleš, připadly mu jeho statky. Roku 1385 se Vilém účastnil se Zikmundem Lucemburským tažení do Uher. Za toto tažení dostal odměnu, kterou investoval do koupě dalších statků.
Vilém ze Šternberka zemřel roku 1389.
Vilém měl jediného syna Albrechta, který ho však přežil jen krátce, naposledy se uvádí roku 1392. Světlovského panství se domohla jeho neteř Eliška ze Šternberka, Zlín a Čejkovice přebral markrabě Jošt Lucemburský, jako by šlo o odmuřelé majetky. Ten je pak prodal Zdeňkovi ze Šternberka a Lukova.